# Erastes

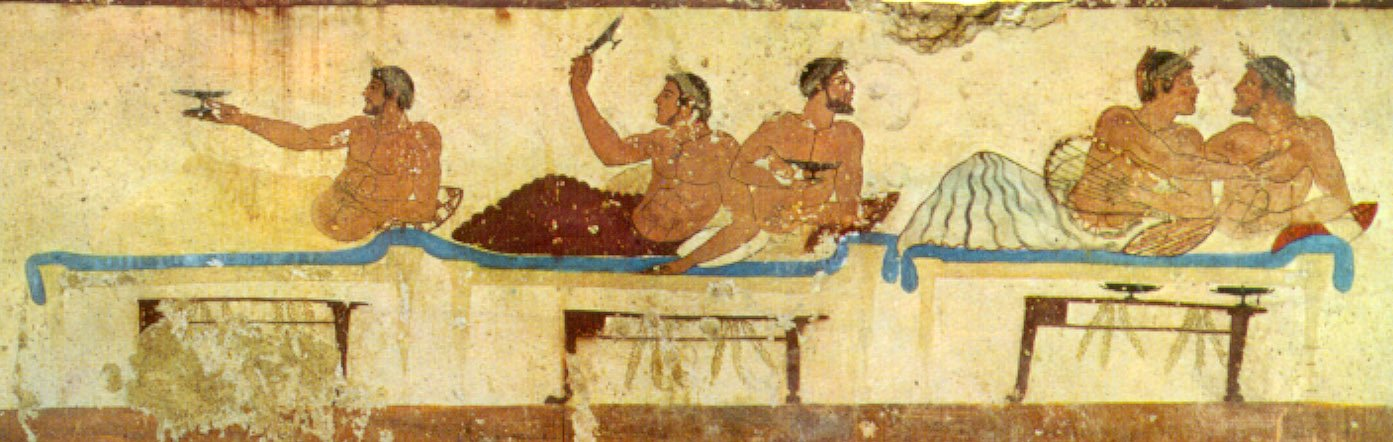
Symposium Homens e eromenoi reclinando e jogando kottabos

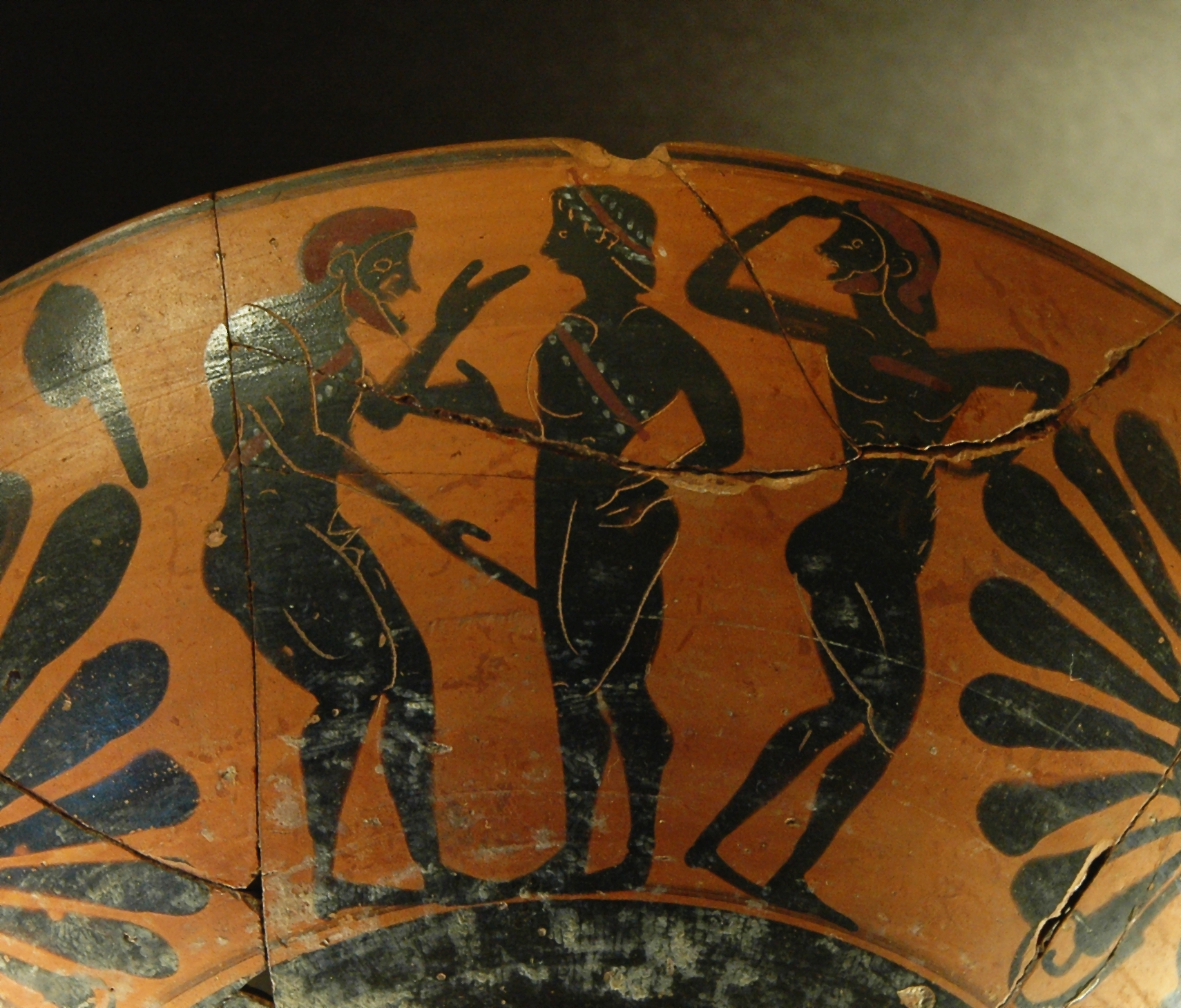
Pederastic courtship scene; 6th c. Attic black-figure kylix. Louvre, Paris.

Na Grécia Antiga, o erastes (em grego, ἐραστής = amante, cujo plural é "erastai") era um homem aristocrata envolvido em um relacionamento com um adolescente do sexo masculino denominado eromenos (em grego, ἐρώμενος, cujo plural é "eromenoi").
O relacionamento entre o eromenos e o erastes era muito mais amplo que meramente sexual, como atesta a variação de nomes nas diversas polei. Em Esparta (onde leis regulavam esse relacionamento), era eispnelas, (inspirador). Em Creta, philetor (amigo).

## Características
Os eromenos eram intensamente disputados na antiga Grécia, sendo objeto de brigas de rua e poemas. Alguns dos eromenoi mudavam-se para a casa de seus erastes por algum tempo. O erastes ideal era controlado em seu amor, e sua afeição era expressa em atos de generosidade e simpatia, em contraste com homens que simplesmente procuravam meninos por prazer sexual. 
Os antigos gregos valorizavam o período da vida em que os adolescentes eram considerados prontos para esse relacionamento, período esse chamado de hôraios (freqüentemente traduzido por auge da infância) O eromenos era prezado por sua beleza, porém mais prezado ainda por sua modéstia, esforço e coragem. Platão diz em sua obra Simpósio que os eromenoi eram os "melhores" meninos, que "amam homens e gostam de ser abraçados por homens". 
Embora objeto de afeição e paixão, os eromenoi não necessariamente mantinham relações sexuais. Quando presentes, as relações são mostradas na iconografia como manipulação ou sexo intercrural (entre as pernas). O sexo anal parece mais raro, embora suficientemente comum para ser criticado como prática vergonhosa, por feminilizar os jovens que o praticavam . O relacionamento por dinheiro era severamente punido, como mostra o caso de Timarco e o discurso de Ésquines Contra Timarco.